# Philoponella fasciata
Philoponella fasciata är en spindelart som först beskrevs av Cândido Firmino de Mello-Leitão 1917. 
Philoponella fasciata ingår i släktet Philoponella och familjen krusnätsspindlar. Inga underarter finns listade i Catalogue of Life.